# Copris szechouanicus
Copris szechouanicus är en skalbaggsart som beskrevs av Vladimir Balthasar 1958. Copris szechouanicus ingår i släktet Copris och familjen bladhorningar. Inga underarter finns listade i Catalogue of Life.